# Estádio Nacional de Cabo Verde
Das Estádio Nacional de Cabo Verde ist ein Fußballstadion mit Leichtathletikanlage in Praia (Santiago), der Hauptstadt des afrikanischen Inselstaates Kap Verde. Es wird hauptsächlich für Fußballspiele genutzt, unter anderem von der kapverdischen Fußballnationalmannschaft. Es bietet Platz für 15.000 Zuschauer und ist in Staatsbesitz.

## Geschichte
Nach dem Baubeginn im Jahr 2010 wurde das Estádio Nacional im Juni 2012 fertiggestellt. Es gab jedoch eine 15-monatige Verspätung, worauf die Kapazität von 10.000 auf 15.000 erhöht wurde und das Stadion im Oktober 2013 endgültig fertig gebaut wurde. Das erste Spiel fand am 10. September 2014 statt. Das Qualifikationsspiel der Gruppe F zwischen Kap Verde und Sambia zur Fußball-Afrikameisterschaft 2015 gewannen die Hausherren mit 2:1.